# Tomosvaryella singuloides
Tomosvaryella singuloides är en tvåvingeart som beskrevs av De Meyer 1993. Tomosvaryella singuloides ingår i släktet Tomosvaryella och familjen ögonflugor.
Artens utbredningsområde är Etiopien. Inga underarter finns listade i Catalogue of Life.